# Salinas, California
Salinas là quận lỵ và thành phố lớn nhất của quận Monterey, California, Hoa Kỳ. Salinas nằm 10 dặm (16 km) về phía đông-đông nam của cửa sông Salinas, ở độ cao khoảng 52 feet (16 m) trên mực nước biển. Dân số là 150.441 người theo điều tra dân số Hoa Kỳ 2010. Các thành phố chủ yếu là vùng ngoại ô nằm ở cửa của Thung lũng Salinas khoảng tám dặm từ biển Thái Bình Dương và có một khí hậu ôn hòa. Thành phố bao gồm chủ yếu là của nhà cuối thế kỷ 20 gia đình, một số căn hộ ở mức độ thấp, khác nhau, từ các nhà gỗ một tầng khiêm tốn ngôi nhà sang trọng rộng rãi. Khí hậu cũng là lý tưởng cho ngành công nghiệp hoa và những vườn nho nổi tiếng. Salinas được biết đến là một trung tâm nông nghiệp và cũng là quê hương của nhà văn đoạt giải Nobel Văn học John Steinbeck, người dựa trên một số tiểu thuyết của ông như 'Of Mice and Men'.